# Helvetios
Helvetios és el cinquè àlbum de la banda suïssa de folk metal Eluveitie. És el primer àlbum conceptual del conjunt, basant-se en la Guerra de les Gàl·lies des de la perspectiva dels antics helvecis.
L'àlbum es va crear amb l'assessorament i ajuda de diversos historiadors durant dos anys.

## Estil
L'estil musical de l'àlbum és una combinació de death metal melòdic amb instruments folklòrics celtes com el violí, la viola de roda, flautes, "whistle", la gaita, la mandola, el bodhrán, i el dulcimer. La membre Anna Murphy fou l'encarregada de les lletres.

## Recepció
Helvetios va rebre crítiques professionals favorables de la revista alemanya Sonic Seducer, qualificant-lo com a "pura eficiència (pure Effizienz)." L'edició alemanya de la revista Metal Hammer va destacar les cançons "Meet The Enemy", "Neverland" i "The Siege" pel seu estil agressiu de metal i va concloure que el virtuosisme de la banda suïssa es mantenia perfectament. Una crítica de la revista austríaca Stormbringer va comparar l'estil de "The Siege" amb la banda de Thrash metal brasilera Sepulturai va definir l'àlbum com a "peça d'art."

## Chart performance
L'àlbum va arribar al top ten de vendes a Suïssa als Top Heatseekers dels Estats Units.
| Charts          | Peak position |
| --------------- | ------------- |
| SWI             | 4             |
| CAN             | 73            |
| GER             | 27            |
| FIN             | 47            |
| FRA             | 81            |
| Billboard EUA   | 143           |
| Heatseekers EUA | 3             |

## Track listing
| Núm.          | Títol              | Durada |
| ------------- | ------------------ | ------ |
| 1.            | «Prologue»         | 1:24   |
| 2.            | «Helvetios»        | 4:00   |
| 3.            | «Luxtos»           | 3:55   |
| 4.            | «Home»             | 5:16   |
| 5.            | «Santonian Shores» | 3:58   |
| 6.            | «Scorched Earth»   | 4:18   |
| 7.            | «Meet the Enemy»   | 3:46   |
| 8.            | «Neverland»        | 3:42   |
| 9.            | «A Rose for Epona» | 4:26   |
| 10.           | «Havoc»            | 4:04   |
| 11.           | «The Uprising»     | 3:41   |
| 12.           | «Hope»             | 2:27   |
| 13.           | «The Siege»        | 2:44   |
| 14.           | «Alesia»           | 3:58   |
| 15.           | «Tullianum»        | 0:24   |
| 16.           | «Uxellodunon»      | 3:51   |
| 17.           | «Epilogue»         | 3:14   |
| Durada total: | Durada total:      | 59:12  |

### Bonus track
| Núm.          | Títol                                 | Durada |
| ------------- | ------------------------------------- | ------ |
| 18.           | «A Rose for Epona (Acoustic version)» | 3:49   |
| Durada total: | Durada total:                         | 63:01  |

### DVD
1. "A Rose for Epona" (video clip)
2. "Havoc" (video clip)
3. Making of "A Rose for Epona"
4. Making of "Havoc"
5. A Closer Look @ The Lyrics (interview)
6. Live @ Feuertanz 2010 (4 songs live)

## Eluveitie
- Simeon Koch – guitarra elèctrica, guitarra acústica, mandola
- Pade Kistler – whistles, diverses gaites
- Anna Murphy – viola de roda, veus
- Chrigel Glanzmann – veus, whistles, gaita irlandesa, arpa, mandola, bodhrán
- Kay Brem – baix, veu de cèsar a "Havoc"
- Meri Tadic – viola d'arc
- Ivo Henzi – guitarra
- Merlin Sutter – bateria, percussió

## Convidats
- Alexander Morton – veu en les narracions de les cançons 1, 11 i 17
- Sarah Wauquiez – zugerörgeli (acordeó helveci) a la cançó 3
- Fredy Schnyder – dulcimer a les cançons 4 i 7
- Christoph Pelgen – gwerz a la cançó 6
- Nina Macchi – flauta dolça a la cançó 12